# Argetia

Mapa con algunas de las principales ciudades de la antigua Tesalia y zonas adyacentes. Argetia se sitúa al oeste del mapa.

Argetia (en griego, Ἀργεθία) es una antigua ciudad griega de Tesalia, que estaba situada en Atamania. 
Los primeros testimonios que se conocen sobre la ciudad son epigráficos: en el siglo IV a. C. está documentado el nombramiento de un próxeno de Argetia. Hacia el 230-220 a. C. se nombra un teorodoco de la ciudad para acoger al teoro de Delfos.
En época de Tito Livio era la capital de Atamania. En el año 189 a. C. se produjo una rebelión de los atamanes para tratar de restablecer en el gobierno de Atamania a Aminandro, que contaba con ayuda de los etolios y esta rebelión consiguió expulsar a la guarnición que había dejado en la ciudad Filipo V de Macedonia. Posteriormente Filipo envió más tropas contra Argetia para tratar de recuperar la ciudad, pero fracasó en el intento.
Se localiza en el pueblo de Heliniká, a unos 2 km del actual pueblo de Argitea.